# Colletes sierrensis
Colletes sierrensis är en biart som beskrevs av Frey-gessner 1903. Colletes sierrensis ingår i släktet sidenbin, och familjen korttungebin. Inga underarter finns listade i Catalogue of Life.